# Lijst van spelers van Tranmere Rovers FC
Deze lijst omvat voetballers die bij de Engelse voetbalclub Tranmere Rovers FC spelen of gespeeld hebben. De spelers zijn alfabetisch gerangschikt.

## A
- Alan A'Court
- John Achterberg
- Adnan Ahmed
- Samuel Aiston
- Lucas Akins
- John Aldridge
- Graham Allen
- Wayne Allison
- Mark Allott
- Iain Anderson
- Marc Anthony
- Godwin Antwi
- Alan Arnell
- Billy Ashcroft
- Neil Ashton

## B
- Phil Babb
- Kitson Bain
- Zoumana Bakayogo
- William Banks
- Stuart Barlow
- Charlie Barnett
- Graham Barnett
- Liam Benson
- David Beresford
- John Best
- Michael Black
- Maxime Blanchard
- Ivano Bonetti
- Graham Branch
- Gerard Brannan
- Marlon Broomes
- Jack Brown
- Kayleden Brown
- Alex Bruce
- David Buchanan

## C
- Shane Cansdell-Sherriff
- Sébastien Carole
- Timothy Cathalina
- David Challinor
- Alec Chamberlain
- Ben Chorley
- Tommy Clinton
- Joe Collister
- Sean Connelly
- Paul Cook
- Kevin Cooper
- Steve Coppell
- Andy Coughlin
- John Courtney
- Danny Coyne
- Tommy Coyne
- Aaron Cresswell
- Eddie Crossan
- Craig Curran
- Thomas Curtis

## D
- Eugène Dadi
- Chris Dagnall
- Luke Daniels
- Liam Darville
- Steve Davies
- Tom Davis
- Dixie Dean
- Martin Devaney
- Adam Dickinson
- Cyril Done
- Mark Duffy

## E
- Harry Eastham
- Gareth Edds
- Christian Edwards
- Tommy Eglington
- Lateef Elford-Alliyu
- Kevin Ellison

## F
- Delroy Facey
- David Fairclough
- Peter Farrell
- Ian Feuer
- Sean Flynn
- Owain Fôn Williams
- Simon Francis
- Ryan Fraughan

## G
- Neil Gibson
- Wayne Gill
- Ian Goodison
- Ben Gordon
- Terry Gornell
- Jermaine Grandison
- Kevin Gray
- Chris Greenacre
- Ralph Gubbins
- Péter Gulácsi
- Gavin Gunning

## H
- Paul Hall
- Bryan Hamilton
- Derrick Hamilton
- Jimmy Harris
- Danny Harrison
- Joe Hart
- Simon Haworth
- Alex Hay
- Reuben Hazell
- Nick Henry
- Paul Henry
- Clint Hill
- Richard Hinds
- Luke Holden
- Danny Holmes
- Russell Howarth
- Iain Hume

## I
- Kenny Irons
- Michael Jackson
- Oliver James
- Dale Jennings
- Steve Jennings
- Richard Jobson
- John Johnson
- Michael Johnston
- Gary Jones
- Lee Jones
- Mike Jones

## K
- Antony Kay
- Michael Kay
- David Kelly
- Noel Kelly
- Jeff Kenna
- Andy Kennedy
- Peter Kennedy
- Jason Koumas

## L
- Joss Labadie
- Paul Linwood
- Shaleum Logan
- Tyrone Loran
- Gary Lovell

## M
- Josh Macauley
- Jack Mackreth
- Alan Mahon
- Sam Mantom
- David Martin
- Ray Mathias
- Pedro Miguel Matias
- Danny Mayor
- Jason McAteer
- Mark McChrystal
- Chris McCready
- Roy McFarland
- Pat McGibbon
- John McGreal
- Adam McGurk
- Kevin McIntyre
- Ken Mckenna
- Paul McLaren
- Micky Mellon
- Arnaud Mendy
- Simon Miotto
- Andy Moran
- Alan Morgan
- John Morrissey
- Sam Morrow
- Derek Mountfield
- John Mullin
- Joe Murphy
- Matt Murray
- Thomas Myhre
- Jennison Myrie-Williams

## N
- Seyni N'Diaye
- Alan Navarro
- Pat Nevin
- Shane Nicholson
- Gunnar Nielsen
- Eric Nixon
- Ian Nolan

## O
- Liam O'Brien
- George O'Callaghan
- Tommy O'Neil
- Luke O'Neill
- Simon Osborn

## P
- Philip Palethorpe
- Andy Parkinson
- Max Power
- Jason Price
- Marc Proctor
- Adam Proudlock

## R
- Mark Rankine
- Dave Raven
- Michael Ricketts
- Paul Rideout
- Gareth Roberts
- Andy Robinson
- Marvin Robinson
- Alan Rogers
- Alfred Rowlands
- Tony Rowley
- Craig Russell

## S
- Georges Santos
- Bas Savage
- Dino Seremet
- Ian Sharps
- Ryan Shotton
- Enoch Showunmi
- Chris Shuker
- Steve Simonsen
- Paddy Sloan
- Eddy Sonko
- Marvin Sordell
- Ian St. John
- Gary Stevens
- Willie Stevenson
- Robbie Stockdale
- Eddie Stuart
- Nicky Summerbee

## T
- Andy Taylor
- Ash Taylor
- Gareth Taylor
- Ryan Taylor
- Scott Taylor
- Shaun Teale
- Anthony Thomas
- Ian Thomas-Moore
- Andrew Thompson
- John Thompson
- Andrew Thorn
- Sean Thornton
- Mustafa Tiryaki
- Carl Tremarco

## V
- Steve Vickers

## W
- Gavin Ward
- Tony Warner
- Luke Waterfall
- Robbie Weir
- John Welsh
- Philip Whitehead
- Theodore Whitmore
- Ryan Williams
- Mark Wilson
- Steven Wilson
- Nick Wood
- Scott Wootton

## Y
- Steven Yates

## Z
- Calvin Zola